# Liste der Kardinalskreierungen Gregors XIII.
Im Verlauf seines Pontifikates kreierte Papst Gregor XIII. folgende Kardinäle:

## 2. Juni 1572
- Filippo Boncompagni

## 5. Juni 1573
- Antal Verancsics

## 5. Juli 1574
- Filippo Guastavillani

## 19. November 1576
- Andreas von Österreich

## 3. März 1577
- Albrecht von Österreich

## 21. Februar 1578
- Alessandro Riario
- Claude de La Baume
- Louis II. de Lorraine-Guise
- Gerard van Groesbeeck
- Pedro de Deza
- Fernando de Toledo Oropesa
- René de Birague
- Charles II. de Lorraine de Vaudémont
- Giovanni Vincenzo Gonzaga

## 15. Dezember 1578
- Gaspar de Quiroga y Vela

## 12. Dezember 1583
- Giovanni Antonio Facchinetti de Nuce
- Giambattista Castagna
- Alessandro de’ Medici
- Rodrigo de Castro Osorio
- François de Joyeuse
- Michele Della Torre
- Giulio Canani
- Niccolò Sfondrati
- Antonmaria Salviati
- Agostino Valier
- Vincenzo Lauro
- Filippo Spinola
- Alberto Bolognetti
- Jerzy Radziwiłł
- Matthieu Cointerel
- Simeone Tagliavia d’Aragonia
- Scipione Lancellotti
- Charles de Bourbon de Vendôme
- Francesco Sforza

## 4. Juli 1584
- Andrzej Bathóry